# 林登鎮區 (愛荷華州溫納貝戈縣)
林登鎮區（英語：Linden Township）是位於美國愛荷華州溫納貝戈縣的一個行政鎮區。

## 地方資料
根據2010年美國人口普查的數據，林登鎮區的面積為92.81平方千米，當中陸地面積為92.65平方千米，而水域面積為0.16平方千米。當地共有人口133人，而人口密度為每平方千米1.43人。